# Scottish FA Cup 1925/26
Der Scottish FA Cup wurde 1925/26 zum 48. Mal ausgespielt. Der wichtigste Fußball-Pokalwettbewerb im schottischen Vereinsfußball wurde vom Schottischen Fußballverband geleitet und ausgetragen. Er begann am 23. Januar 1926 und endete mit dem Finale am 10. April 1926 im Hampden Park von Glasgow. Als Titelverteidiger startete Celtic Glasgow in den Wettbewerb, das im Finale des Vorjahres gegen den FC Dundee gewonnen hatte. Im diesjährigen Endspiel um den Schottischen Pokal standen sich Vorjahressieger Celtic und der FC St. Mirren gegenüber. Für Celtic war es das insgesamt 18. Endspiel seit 1889 im schottischen Pokal. Die Saints erreichten zum zweiten Mal nach 1908 das Finale. Im Jahr 1908 unterlag die Mannschaft aus Paisley gegen Celtic mit 1:5. Die Saints revanchierten sich in diesem Jahr durch ein 2:0 durch Tore von Davie McRae und Jimmy Howieson und gewannen zum ersten Mal den schottischen Pokal. Die schottische Meisterschaft im gleichen Jahr gewann Celtic, die Saints wurden Tabellenvierter.

## 1. Runde
Ausgetragen wurden die Begegnungen am 23. Januar 1926. Die Wiederholungsspiele fanden am 26. und 27. Januar sowie am 1. Februar 1926 statt.
|                     | Ergebnis |                            |
| ------------------- | -------- | -------------------------- |
| FC Aberdeen         | 8:1      | FC St. Bernard’s           |
| Albion Rovers       | 6:1      | Nithsdale Wanderers        |
| FC Arbroath         | 8:0      | Berwick Rangers            |
| FC Arthurlie        | 5:4      | FC Armadale                |
| FC Bathgate         | 5:4      | FC East Stirlingshire      |
| Brechin City        | 12:1     | FC Thornhill               |
| FC Clyde            | 3:0      | Dunfermline Athletic       |
| FC Cowdenbeath      | 1:2      | Hamilton Academical        |
| Douglas Wanderers   | 1:4      | Forfar Athletic            |
| FC Dumbarton        | 1:1      | Buckie Thistle             |
| FC Dundee           | 2:0      | FC Caledonian              |
| Dundee United       | 1:1      | Heart of Midlothian        |
| FC Dykehead         | 1:1      | Greenock Morton            |
| FC Falkirk          | 10:0     | FC Breadalbane             |
| FC Bo’ness          | 2:1      | FC East Fife               |
| Hibernian Edinburgh | 1:1      | Broxburn United            |
| FC Kilmarnock       | 0:5      | Celtic Glasgow             |
| FC King’s Park      | 5:2      | FC Peterhead               |
| Leith Athletic      | 2:0      | FC Civil Service Strollers |
| FC Montrose         | 4:0      | FC Clachnacuddin           |
| Partick Thistle     | 3:0      | FC Motherwell              |
| Peebles Rovers      | 7:3      | FC Keith                   |
| Queen of the South  | 0:0      | Airdrieonians FC           |
| FC Queen’s Park     | 4:2      | FC Clydebank               |
| Raith Rovers        | 3:1      | Ayr United                 |
| Glasgow Rangers     | 3:0      | Lochgelly United           |
| FC Royal Albert     | 0:1      | Alloa Athletic             |
| FC Solway Star      | 2:2      | FC Johnstone               |
| FC Stenhousemuir    | 1:1      | FC Vale of Leven           |
| FC St. Johnstone    | 6:1      | Nairn County               |
| FC St. Mirren       | 4:0      | FC Mid Annandale           |
| Third Lanark        | 7:0      | FC Moorpark                |

### Wiederholungsspiele
|                     | Ergebnis  |                    |
| ------------------- | --------- | ------------------ |
| Airdrieonians FC    | 7:0       | Queen of the South |
| Hibernian Edinburgh | 1:0       | Broxburn United    |
| Buckie Thistle      | 1:2       | FC Dumbarton       |
| Heart of Midlothian | 1:1 n. V. | Dundee United      |
| FC Johnstone        | 0:3       | FC Solway Star     |
| Greenock Morton     | 4:1       | FC Dykehead        |
| FC Vale of Leven    | 1:2       | FC Stenhousemuir   |

### 2. Wiederholungsspiel
|                     | Ergebnis |               |
| ------------------- | -------- | ------------- |
| Heart of Midlothian | *6:0 *   | Dundee United |

## 2. Runde
Ausgetragen wurden die Begegnungen am 6. Februar 1926. Die Wiederholungsspiele fanden am 9. und 10. Februar 1926 statt.
|                     | Ergebnis |                     |
| ------------------- | -------- | ------------------- |
| FC Aberdeen         | 0:0      | FC Dundee           |
| Albion Rovers       | 1:1      | Peebles Rovers      |
| FC Arbroath         | 0:0      | FC St. Mirren       |
| FC Arthurlie        | 2:2      | FC Clyde            |
| Celtic Glasgow      | 4:0      | Hamilton Academical |
| FC Falkirk          | 5:1      | FC Montrose         |
| FC Bo’ness          | 1:1      | FC Bathgate         |
| Forfar Athletic     | 2:2      | FC Dumbarton        |
| Heart of Midlothian | 5:2      | Alloa Athletic      |
| Hibernian Edinburgh | 2:3      | Airdrieonians FC    |
| Greenock Morton     | 3:1      | Raith Rovers        |
| Partick Thistle     | 4:1      | FC King’s Park      |
| Glasgow Rangers     | 1:0      | FC Stenhousemuir    |
| FC Solway Star      | 0:3      | Brechin City        |
| FC St. Johnstone    | 7:2      | FC Queen’s Park     |
| Third Lanark        | 6:1      | 'Leith Athletic     |

### Wiederholungsspiele
|                | Ergebnis |                 |
| -------------- | -------- | --------------- |
| FC Bathgate    | 3:1      | FC Bo’ness      |
| FC Clyde       | 1:0      | FC Arthurlie    |
| FC Dumbarton   | 4:1      | Forfar Athletic |
| FC Dundee      | 0:3      | FC Aberdeen     |
| Peebles Rovers | 0:4      | Albion Rovers   |
| FC St. Mirren  | 3:0      | FC Arbroath     |

## Achtelfinale
Ausgetragen wurden die Begegnungen am 20. Februar 1926. Die Wiederholungsspiele fanden am 24. Februar und 1. März 1926 statt.
|                     | Ergebnis |                  |
| ------------------- | -------- | ---------------- |
| FC Aberdeen         | 2:2      | FC St. Johnstone |
| FC Bathgate         | 2:5      | Airdrieonians FC |
| FC Dumbarton        | 3:0      | FC Clyde         |
| FC Falkirk          | 0:2      | Glasgow Rangers  |
| Heart of Midlothian | 0:4      | Celtic Glasgow   |
| Greenock Morton     | 1:0      | Albion Rovers    |
| FC St. Mirren       | 2:1      | Partick Thistle  |
| Third Lanark        | 4:0      | Brechin City     |

### Wiederholungsspiel
|                  | Ergebnis  |             |
| ---------------- | --------- | ----------- |
| FC St. Johnstone | 0:0 n. V. | FC Aberdeen |

### 2. Wiederholungsspiel
|             | Ergebnis |                  |
| ----------- | -------- | ---------------- |
| FC Aberdeen | 1:0      | FC St. Johnstone |

## Viertelfinale
Ausgetragen wurden die Begegnungen am 6. März 1926. Das Wiederholungsspiel fand am 10. März 1926 statt.
|                 | Ergebnis |                  |
| --------------- | -------- | ---------------- |
| Celtic Glasgow  | 6:1      | FC Dumbarton     |
| Greenock Morton | 0:4      | Glasgow Rangers  |
| FC St. Mirren   | 2:0      | Airdrieonians FC |
| Third Lanark    | 1:1      | FC Aberdeen      |

### Wiederholungsspiel
|             | Ergebnis |              |
| ----------- | -------- | ------------ |
| FC Aberdeen | 3:0      | Third Lanark |

## Halbfinale
Ausgetragen wurden die Begegnungen am 20. März 1926.
|                | Ergebnis |                 |
| -------------- | -------- | --------------- |
| Celtic Glasgow | *2:1 *   | FC Aberdeen     |
| FC St. Mirren  | *1:0 **  | Glasgow Rangers |

## Finale
| FC St. Mirren                            | FC St. Mirren | Celtic Glasgow | Celtic Glasgow |
| ---------------------------------------- | --- | --- | -------------- |
| FC St. Mirren                            | \| Finale \| \| 10. April 1926 in Glasgow (Hampden Park) \| \| Ergebnis: 2:0 (2:0)[1] \| \| Zuschauer: 98.620 \| \| Spielbericht \|                                                                    | \| Finale \| \| 10. April 1926 in Glasgow (Hampden Park) \| \| Ergebnis: 2:0 (2:0)[1] \| \| Zuschauer: 98.620 \| \| Spielbericht \|                                                            | Celtic Glasgow |
| FC St. Mirren                            | Jock Bradford – Andrew Findlay, Willie Newbiggin, Tom Morrison, Willie Summers, William McDonald, Mattha Morgan, Allan Gebbie, Davie McRae, Jimmy Howieson, Jamie Thomson Cheftrainer: Johnny Cochrane | Peter Shevlin – Willie McStay, Hugh Hilley, Peter Wilson, Jimmy McStay, John McFarlane, Patrick Connolly, Alec Thomson, Jimmy McGrory, Tommy McInally, Willie Leitch Cheftrainer: Willie Maley | Celtic Glasgow |
| FC St. Mirren                            | Jimmy Howieson Davie McRae | | Celtic Glasgow |
| Finale                                   | | |                |
| 10. April 1926 in Glasgow (Hampden Park) | | |                |
| Ergebnis: 2:0 (2:0)                      | | |                |
| Zuschauer: 98.620                        | | |                |
| Spielbericht                             | | |                |